# أوسكار إدواردو فياريال
أوسكار إدواردو فياريال (بالإسبانية: Óscar Villarreal)‏ هو لاعب كرة قدم كولومبي في مركز الهجوم، ولد في 27 مارس 1980 في مدينة كالي في كولومبيا. لعب مع يونيون ماغدالينا.

## وصلات خارجية
- أوسكار إدواردو فياريال على موقع قاعدة بيانات كرة القدم.إي يو (الإنجليزية)
- أوسكار إدواردو فياريال على موقع Soccerway.com (الإنجليزية)